# بخش میفلین (شهرستان اشلند، اوهایو)
بخش میفلین (به انگلیسی: Mifflin Township) یک منطقهٔ مسکونی در ایالات متحده آمریکا است که در شهرستان اشلند، اوهایو واقع شده‌است.
 بخش میفلین ۳۵٫۳ کیلومتر مربع مساحت و ۱٬۱۲۶ نفر جمعیت دارد و ۳۹۹ متر بالاتر از سطح دریا واقع شده‌است.